# Dōsei
Dōsei (Nhật: 同棲 tạm dịch: Sống thử) là một trò chơi mô phỏng xã hội người lớn phát triển bởi Tactics, một thương hiệu thuộc NEXTON. Trò chơi phát hành ngày 23 tháng 5 năm 1997 tại Nhật Bản trên hệ điều hành Windows của máy tính cá nhân (PC), cùng ngày với visual novel nổi tiếng To Heart của Leaf. Lối chơi của Dōsei đi theo một cốt truyện phân nhánh có tính tương tác với nhiều kịch bản và tập trung chủ yếu vào sự quyến rũ của nhân vật nữ chính duy nhất, Minase Manami. Người chơi được giả định đóng vai nhân vật nam chính Yamada Masaki, người đang chung sống với Manami ngay sau khi họ tốt nghiệp trung học. Masaki có thu nhập từ việc làm mỗi ngày, và sau khi trở về nhà anh thường sẽ làm tình với Manami; giai đoạn làm việc diễn ra vào ban ngày, còn giai đoạn quan hệ tình dục diễn ra vào ban đêm và cứ thế lặp đi lặp lại cho đến hết trò chơi.
Dōsei được tái phát hành vào ngày 14 tháng 9 năm 2000, với nhan đề Dōsei Memorial Selection. Các bản nhạc trong trò chơi ra mắt song song với soundtrack của MOON., trò chơi thứ hai của Tactics, vào tháng 8 năm 2000 tại Comiket 58. Bốn trong số các phát triển viên của trò chơi—Hinoue Itaru, Orito Shinji, Miracle Mikipon và Shinory—về sau đã sáng lập nên thương hiệu visual novel nổi tiếng Key.

## Cách chơi và cốt truyện

Một đoạn hội thoại thường gặp giữa người chơi (Masaki) và nhân vật Manami trong eroge Dōsei.

Dōsei là một trò chơi mô phỏng xã hội lãng mạn mà trong đó người chơi sẽ vào vai Yamada Masaki. Gần như toàn bộ thời gian chơi chỉ là đọc những lời tự sự và hội thoại. Văn bản trong trò chơi thường kèm theo một sprite (立ち絵 tachi-e) nhân vật, đại diện cho người mà Masaki đang giao tiếp, trên một họa nền; sprite có thể thay đổi thường xuyên theo biểu cảm nhân vật. Người chơi sẽ bắt gặp những CG artwork ở một số thời điểm trong kịch bản, khi đó họa nền và sprite nhân vật được thay thế bởi một họa phẩm riêng biệt, tùy tình huống. Dōsei đi theo một cốt truyện phân nhánh với nhiều cái kết khác nhau, và tùy thuộc vào những quyết định người chơi thực hiện trong suốt quá trình thưởng thức mà kịch bản sẽ tiến triển theo một hướng cụ thể. Eroge thường cung cấp những tùy chọn để người chơi lựa chọn xuyên suốt kịch bản, và văn bản sẽ tạm ngưng không chạy tiếp cho đến khi người chơi đã đưa ra quyết định của mình. Để đọc được toàn bộ kịch bản, người chơi phải chơi lại nhiều lần, mỗi lần lại đưa ra các lựa chọn khác nhau để câu chuyện đi tiếp theo một hướng khác.
Câu chuyện khởi đầu từ Chủ Nhật, ngày 14 tháng 9 năm 1997, với hai nhân vật chính quyết định sống thử ngay sau khi vừa tốt nghiệp trung học. Người nam là Yamada Masaki (山田 まさき) và người nữ mà anh đang chung sống là Minase Manami (皆瀬 まなみ); tên của hai nhân vật này có thể tự do thay đổi theo ý muốn của người chơi. Có hai thanh chỉ số liên quan đến Masaki và Manami mà sẽ thay đổi tùy thuộc vào quyết định của game thủ trong quá trình chơi. Thanh của Masaki là tình trạng thể chất và tinh thần, còn thanh của Manami là mức độ tình cảm và cực khoái. Nhân vật nam chính kiếm được bao nhiêu tiền từ công việc của mình cũng là một yếu tố trong game; người chơi bắt đầu với 100.000 yen.
Có rất nhiều nội dung người lớn với CG thể hiện cảnh Masaki và Manami đang quan hệ tình dục. Thông thường, Masaki sẽ trở về nhà sau một ngày làm việc và làm tình với Manami khi đã trao đổi đôi lời với cô. Quá trình này lặp đi lặp lại từ ngày này sang ngày khác, khiến cho hầu hết thời lượng trò chơi là phô bày những cảnh sex. Tùy thuộc vào các lựa chọn mà nhân vật nam chính thậm chí có thể phản bội Manami, khi những cảnh chăn gối giữa anh và năm cô gái khác được mở ra trong game. Đôi lúc người chơi có cơ hội nghỉ ngơi, nhưng nếu cứ dựa vào tính năng này quá nhiều lần, Masaki sẽ sớm vỡ nợ và trò chơi kết thúc.

## Phát triển và phát hành
Dōsei là tác phẩm đầu tay của Tactics. Trưởng dự án phát triển trò chơi là YET11 (tức Yoshizawa Tsutomu), người cũng đảm nhận khâu lập trình, và kịch bản viết bởi Don; tuy nhiên Don đã không tham gia sản xuất các tựa game tiếp theo của Tactics. Chỉ đạo nghệ thuật và thiết kế nhân vật do Hinoue Itaru phụ trách, đây là lần thứ hai bà góp mặt trong một bishōjo game. Hinoue cũng hỗ trợ khâu đồ họa vi tính (CG) cùng với Miracle Mikipon, Shinory và Akiyama Suō; Mikipon còn thực hiện phần hình ảnh động cho trò chơi. Âm nhạc trong eroge chủ yếu là những sáng tác của Orito Shinji, người vừa mới chuyển sang làm việc tại Tactics sau khi cống hiến trong ba trò chơi của hãng Leaf. Hinoue, Orito, Mikipon và Shinory về sau trở thành bốn trong số những nhân viên đầu tiên của hãng visual novel nổi tiếng Key, thành lập năm 1998. Ba người khác—Myū, Paste và Ishisan—đã hỗ trợ phần âm nhạc, nhưng họ chỉ đóng góp khoảng một phần ba soundtrack của game.
Dōsei ra mắt lần đầu vào ngày 23 tháng 5 năm 1997 dành cho PC Windows 95 sử dụng ổ CD-ROM. Trùng hợp đó cũng là ngày phát hành visual novel nổi tiếng To Heart của công ty Leaf. NEXTON, công ty mẹ của Tactics, tái phát hành ấn bản nâng cấp của Dōsei, hỗ trợ khả năng tương thích Windows 95/98, vào ngày 14 tháng 9 năm 2000 với nhan đề Dōsei Memorial Collection cùng một họa phẩm bìa mới.

## Truyền thông
Album nhạc của Dōsei bán chung với soundtrack của MOON., trò chơi tiếp theo của Tactics, mang tựa Dōsei & MOON. Original Soundtracks. Album chỉ gồm một đĩa và ra mắt ngày 10 tháng 8 năm 2000 tại Comiket 58 bởi Exobitant Records. Đĩa này chứa 31 track nhạc; 15 bản đầu tiên lấy từ Dōsei và 16 bài tiếp theo nằm trong MOON.. Một bộ thẻ bài với hình minh họa lấy từ Dōsei và MOON. cũng được phát hành.